# Le Frasnois

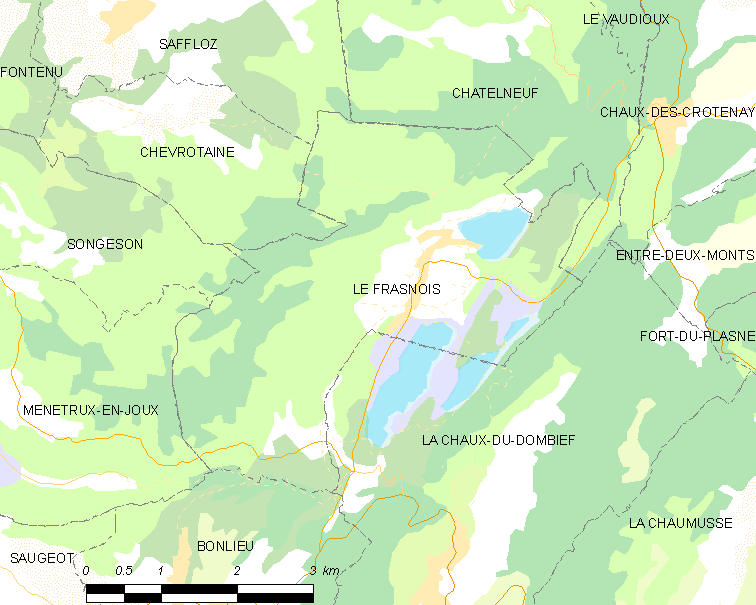

Le Frasnois ist eine französische Gemeinde im Département Jura in der Region Bourgogne-Franche-Comté.

## Geographie
Le Frasnois liegt auf 792 m, etwa zwölf Kilometer südlich der Stadt Champagnole (Luftlinie). Das Dorf erstreckt sich im Jura, auf einer Hochfläche zwischen den Seen Lac de la Motte im Süden und Lac de Narlay im Norden, am Rand der ausgedehnten Waldhöhen des Bois sur le Lac und des Bois de Banc.
Die Fläche des 14,56 km² großen Gemeindegebiets umfasst einen Abschnitt des französischen Juras. Der zentrale Teil wird von der leicht gewellten Hochfläche von Le Frasnois eingenommen, die durchschnittlich auf 790 m liegt. Auf dieser Kalkhochfläche befinden sich in Mulden, die durch Mergel- und Tonschichten eiszeitlicher Gletscherablagerungen abgedichtet wurden, verschiedene Seen: der Lac du Petit-Maclu, der Lac du Grand-Maclu und der Lac de la Motte, die alle zum Einzugsgebiet des Hérisson gehören, sowie der Lac de Narlay, der unterirdisch entwässert wird. Östlich der Lacs de Maclu steigt der Hang steil an, und auf der Hochfläche des Bois de Ban wird mit 930 m die höchste Erhebung von Le Frasnois erreicht. Nach Nordosten reicht der Gemeindeboden auf den Höhenrücken des Mont des Ifs (889 m).
Im Norden erstreckt sich das Gemeindeareal über den Kamm des Bois sur le Lac und die Senke des ebenfalls oberirdisch abflusslosen Lac du Vernois auf die Hochfläche von Les Grands Bois und Bois de Banc (889 m). Auch nach Südwesten reicht das Gebiet über ausgedehnte Waldflächen (Bois de la Signat, 877 m; Bois de Jeanrau) bis in das Tal des Hérisson. Dieser Fluss mit seinen zahlreichen kleineren und größeren Wasserfällen, der die Gegend nach Westen zum Ain entwässert, bildet die südliche Grenze. Das Gemeindegebiet ist Teil des Regionalen Naturparks Haut-Jura (frz.: Parc naturel régional du Haut-Jura).
Zu Le Frasnois gehören neben dem eigentlichen Ort auch mehrere Weiler, Hofgruppen und Einzelhöfe, darunter:
- Narlay (765 m) westlich des Lac de Narlay
- La Fromagerie (770 m) am Hang nördlich des Tals des Hérisson

Nachbargemeinden von Le Frasnois sind Saffloz und Châtelneuf im Norden, La Chaux-du-Dombief im Osten, Bonlieu im Süden sowie Menétrux-en-Joux, Songeson und Chevrotaine im Westen.

## Geschichte
Erstmals urkundlich erwähnt wird Le Frasnois im 12. Jahrhundert. Der Ortsname leitet sich vom altfranzösischen Wort fresnaie (Eschenhain) ab. Im 13. Jahrhundert erhielt der Ort gewisse Freiheitsrechte zugesprochen. Zusammen mit der Franche-Comté gelangte Le Frasnois mit dem Frieden von Nimwegen 1678 an Frankreich. Zu einer Gebietsveränderung kam es 1815, als das vorher selbständige La Fromagerie nach Le Frasnois eingemeindet wurde.

## Sehenswürdigkeiten
|  |  |

Die Dorfkirche Saint-Claude und Saint-Roch in Le Frasnois wurde im 16. Jahrhundert erbaut, während der Glockenturm und der Chor aus dem 18. Jahrhundert stammen. Zu den Natursehenswürdigkeiten der Region zählen die fünf Seen von Le Frasnois, der Aussichtspunkt Belvédère des quatre Lacs (auf der Höhe des Bois de Ban) und die Wasserfälle des Hérisson.

## Bevölkerung
| Jahr                       | 1962 | 1968 | 1975 | 1982 | 1990 | 1999 | 2008 | 2018 |
| Einwohner                  | 92   | 103  | 110  | 114  | 138  | 151  | 154  | 163  |
| Quellen: Cassini und INSEE |      |      |      |      |      |      |      |      |

Mit 171 Einwohnern (Stand 1. Januar 2022) gehört Le Frasnois zu den kleinen Gemeinden des Départements Jura. Nachdem die Einwohnerzahl in der ersten Hälfte des 20. Jahrhunderts markant abgenommen hatte (1881 wurden noch 221 Personen gezählt), wurde seit dem Beginn der 1960er Jahre wieder eine kontinuierliche Bevölkerungszunahme verzeichnet.

## Wirtschaft und Infrastruktur
Le Frasnois war bis weit ins 20. Jahrhundert hinein ein vorwiegend durch die Landwirtschaft, insbesondere Viehzucht und Milchwirtschaft, sowie durch die Forstwirtschaft geprägtes Dorf. Daneben gibt es heute einige Betriebe Kleingewerbes, unter anderem des Kunsthandwerks (Töpferei, Holzschnitzerei). Viele Erwerbstätige sind auch Wegpendler, die in den größeren Ortschaften der Umgebung ihrer Arbeit nachgehen.
Als Erholungsort in einem beliebten Ausflugsgebiet im Hochjura profitiert Le Frasnois heute auch vom Tourismus, insbesondere vom Sommertourismus, wenn auf dem Lac de la Motte und dem Lac de Narlay Wassersport betrieben werden kann. In der Umgebung von Le Frasnois können schöne Spaziergänge und ausgedehnte Wanderungen unternommen werden.
Die Ortschaft liegt abseits der größeren Durchgangsstraßen an einer Departementsstraße, die von Ilay (La Chaux-du-Dombief) nach Le Pont de la Chaux (an der Hauptstraße N5) führt. Eine weitere Straßenverbindung besteht mit Chevrotaine.